# Хуань Сюань
Хуа́нь Сюа́нь (кит. 桓玄, пиньинь Huán Xuán, 369, Хуайюань — 19 июня 404), взрослое имя Цзинда́о (кит. 敬道, пиньинь Jìngdào), прозвище Линба́о (кит. трад. 靈寶, упр. 灵宝, пиньинь Língbǎo) — китайский военачальник, узурпировавший власть в империи Цзинь и провозгласивший основание нового государства Чу.

## Биография

### Молодые годы
Родился в Лункане на территории современного уезда Хуайюань городского округа Бэнбу провинции Аньхой. Хуань Сюань был самым младшим сыном цзиньского генерала Хуань Вэня и его супруги Сыма Синнань (дочери императора Мин-ди). Когда Хуань Вэнь скончался в 373 году, то его титул «Наньцзюнский Сюаньу-гун» (南郡宣武公) должен был перейти старшему сыну Хуань Си. Однако Хуань Чун (брат Хуань Вэня, которому тот доверил командование своими войсками) был уверен (и оказался прав), что Хуань Си организовал заговор с участием Хуань Ми (другой брат Хуань Вэня) и Хуань Цзи (ещё один сын Хуань Вэня) с целью убить Хуань Чуна и забрать власть себе. Поэтому Хуань Чун объявил, что желанием Хуань Вэня было передать титул Хуань Сюаню, и тот в 4-летнем возрасте стал «Наньцзюньским Сюаньу-гуном».
Когда Хуань Сюань вырос, то захотел получить высокий пост при императорском дворе, однако из-за подозрений по отношению к нему такой пост был получен лишь в 391 году, когда он стал помощником при Сыма Дэцзуне — наследнике императора Сяоу-ди. Впоследствии оставил пост и вернулся в свой удел в Наньцзюне (примерно соответствовавшему современному городскому округу Цзинчжоу провинции Хубэй).

### Постепенное усиление
После того, как в 396 году был убит своей наложницей император Сяоу-ди, на трон взошёл Сыма Дэцзун, взявший тронное имя «Ань-ди». Так как он был умственно неполноценным, то регентом при нём стал его дядя, Куайцзи-ван Сыма Даоцзы. Сыма Даоцзы погряз в пьянстве, и поэтому огромную власть приобрели его доверенные лица — Ван Гобао и Ван Сюй. Ван Гобао и Ван Сюй посчитали, что в руках Ван Гуна (командовавшего войсками в северо-восточных частях империи) и Инь Чжунканя (командовавшего войсками в западных частях империи) сосредоточена слишком большая военная власть, и порекомендовали Сыма Даоцзы срочно уменьшить количество войск, находившихся в подчинении у этих двоих. В ответ Ван Гун списался с Инь Чжунканем по вопросу о совместных действиях. Хуань Сюань, полагая, что беспорядки помогут ему выдвинуться, побудил Инь Чжунканя согласиться с предложением Ван Гуна. Ван и Инь подняли свои войска и потребовали казни Ван Гобао и Ван Сюя. Перепуганный Сыма Даоцзы казнил Ван Сюя, а Ван Гобао приказал совершить самоубийство.
В 398 году Хуань Сюань потребовал для себя пост губернатора провинции Гуанчжоу (занимала примерно территорию современных провинций Гуандун и Гуанси), и Сыма Даоцзы, боясь, что тот поднимет новый мятеж вместе с Инь Чжунканем, согласился с этим требованием. Хуань Сюань принял назначение, однако не стал отъезжать к месту службы.
Позднее Юй Кай, губернатор провинции Юйчжоу (примерно центральная часть современной провинции Аньхой), возмущённый тем, что Сыма Даоцзы передал часть его удела своему приближённому Ван Юю, побудил Ван Гуна и Инь Чжунканя вновь поднять восстание, чтобы сместить Ван Юя и Сыма Шанчжи (другого приближённого Сыма Даоцзы). Инь Чжункань доверил командование передовыми отрядами Хуань Сюаню и Ян Цюаньци. Они быстро двинулись на столичный город Цзянькан, однако в это время Лю Лаочжи — генерал Ван Гуна — восстал и убил своего господина. Избавившись от Ван Гуна, Сыма Даоцзы постарался разрушит коалицию Инь Чжунканя, приказав тому передать свой пост Хуань Сю (двоюродному брату Хуань Сюаня); самому Хуан Сюаню он предложил провинцию Цзянчжоу (современные Цзянси и Фуцзянь), а Ян Цюаньци — провинцию Юнчжоу (север современной провинции Хубэй и юго-запад современной провинции Хэнань). Хуань и Ян заколебались: поворачивать оружие против Иня они не желали, но предложение было очень заманчивым. Инь немедленно отвёл свои войска, чтобы защитить собственную провинцию Цзинчоу, и вынудил Сыма Даоцзы восстановить его в должности, однако зёрна раздора между Хуанем, Инем и Яном были посеяны.
В 400 году провинция Цзинчжоу пострадала от сильного наводнения, и Инь истратил практически все свои запасы продовольствия для сглаживания его последствий. Хуань Сюань воспользовался этой возможностью чтобы совершить нападение на Цзинчжоу. Ян Цюаньци пришёл на помощь Инь Чжунканю, однако из-за плохого снабжения его войска потерпели поражение. Хуань Сюань убил Иня и Яна, и захватил принадлежавшие им провинции; таким образом, под его контролем оказалось 2/3 территории империи Цзинь.
Тем временем Сыма Юаньсянь (сын и наследник Сыма Даоцзы), воспользовавшись сильным опьянением отца, подписал у императора указ о передаче полномочий от отца себе. Когда Сыма Даоцзы протрезвел, то был в сильном гневе, однако уже не имел реальной власти, хотя и оставался номинальным регентом. В 401 году, опасаясь возросшего влияния Хуань Сюаня, Сыма Юаньсянь объявил его предателем, и приказал атаковать его. Однако Лю Лаочжи с войсками провинции Янчжоу (последней провинции, остававшейся под контролем центрального правительства) не доверял Сыма Юаньсяню, и когда Хуань Сюань подошёл с армией к столице — обратил оружие против Сыма Юаньсяня. Хуань Сюань взял Цзянькан, казнил Сыма Юаньсяня, изгнал Сыма Даоцзы, и стал контролировать всю империю. Лю Лаочжи попытался восстать, но его покинули его собственные офицеры, и он совершил самоубийство.
Хуань Сюань попытался реформировать центральное правительство, и его шаги с удовлетворением были встречены населением и чиновничеством. Однако вскоре Хуань Сюань начал жить в своё удовольствие, распоряжаясь государственной казной как своей собственной. Осенью 403 года Хуань Сюань принудил императора дать ему титул Чу-вана (楚王), а зимой вынудил издать указ о передаче ему трона. Хуань Сюань провозгласил создание нового государства Чу, а Сыма Дэцзуну дал титул Пингу-вана (平固王).

### Император Чу
Хуань Сюань посмертно присвоил своим родителям титулы «император» и «императрица», дал титул императрицы своей жене, и начал большое дворцовое строительство, которое легло тяжким бременем на народ.
Изначально Хуань Сюаню рискнул противостоять только Мао Цюй — губернатор провинции Ичжоу (занимала территорию современных Сычуани и Чунцина), однако постепенно сформировался заговор, и весной 404 года восстал генерал Лю Юй. Хуан Сюань запаниковал, и после того, как его двоюродный брат Хуань Цянь проиграл Лю Юю несколько мелких стычек — взяв с собой свергнутого императора бежал на запад. Заняв оставленный противником Цзянькан, Лю Юй провозгласил восстановление империи Цзинь.
Хуань Сюань прибыл в свой старый оплот — Цзянлин, однако враги направились за ним и туда. Мао Сючжи (племянник Мао Цюя) обманул его, сказав, что Мао Цюй на его стороне, и Хуань Сюань отплыл на запад в провинцию Ичжоу. Когда флотилия достигла позиций войск Мао Цюя, те обстреляли её стрелами, заставив рассеяться, а затем взяли на абордаж корабль Хуань Сюаня. Хуань Сюань был убит на борту корабля; впоследствии был убит и его 5-летний сын.